# Steamroller (microarchitecture)
Piledriver - Family 15h (2nd-gen) Excavator - Family 15h (4th-gen)
AMD Steamroller (ou Family 15h) est une microarchitecture développée par AMD pour les APU d'AMD, qui a succédé à Piledriver au début de l’année 2014 en tant que troisième génération de microarchitecture basée sur Bulldozer. Les APU basés sur Steamroller continuent d’utiliser des modules à deux cœurs comme leurs prédécesseurs, tout en visant à atteindre des niveaux de parallélisme plus élevés.

## Microarchitecture
Steamroller comporte toujours des modules à deux cœurs que l’on trouve dans les conceptions Bulldozer et Piledriver appelés clustered multi-thread (CMT), ce qui signifie qu’un module est commercialisé comme un processeur double cœur. L’objectif de Steamroller est d’obtenir un plus grand parallélisme. Les améliorations se concentrent sur des décodeurs d’instructions indépendants pour chaque cœur d’un module, 25 % de plus de distributions de largeur maximale par thread, de meilleurs planificateurs d’instructions, un prédicteur de branchement perceptron amélioré, des caches plus grands et plus intelligents, jusqu’à 30 % moins d’échecs dans le cache d’instructions, un taux de prédiction erroné de branchement réduit de 20 %, un cache L2 redimensionnable dynamiquement, une file d’attente de micro-opérations, plus de ressources de registres internes et un contrôleur mémoire amélioré.
AMD a estimé que ces améliorations augmenteront le nombre d’instructions par cycle (IPC) jusqu’à 30 % par rapport au cœur Bulldozer de première génération, tout en maintenant les fréquences d’horloge élevées de Piledriver avec une consommation d’énergie réduite. Le résultat final a été une amélioration de 9 % de l'IPC monothread et de 18 % de l'IPC multithread par rapport à Piledriver.
Steamroller, la microarchitecture pour les processeurs, ainsi que Graphics Core Next, la microarchitecture pour les GPU, sont associés dans les gammes d’APU pour prendre en charge les fonctionnalités spécifiées dans l’architecture système hétérogène (en).